# Třída Grampus
Třída Grampus byla třída diesel-elektrických minonosných ponorek postavených pro britské královské námořnictvo. Celkem bylo postaveno šest ponorek této třídy. Objednávka na tři další byla zrušena. Byly to první to první ponorky britského královského námořnictva navržené speciálně pro kladení min. Prototypová jednotka HMS Porpoise se od svých sesterských lodí mírně lišila a některé prameny ji řadí do samostatné třídy. Ponorky byly ve službě v letech 1936–1946. Za druhé světové války byly čtyři potopeny a pátá ukořistěna Německem a zařazena do Kriegsmarine.

## Stavba
Stavba Porpoise byla objednána v roce 1930, její stavba byla zahájena roku 1931 a spuštěna na vodu v roce 1932. Její konstrukce se osvědčila a tak byly objednány další jednotky s minimem úprav. Pět sesterských ponorek bylo založeno v letech 1933–1936, na vodu do služby zařazeno v letech 1936–1939. Celkem tak bylo postaveno šest ponorek této třídy. Ještě v lednu 1941 byla u loděnice Scotts objednána tříkusová série (P411–P413), jejich stavba byla zrušena v září 1941.
Jednotky třídy Grampus:
| Jméno               | Loděnice                   | Spuštění na vodu  | Přijetí do služby | Status |
| ------------------- | -------------------------- | ----------------- | ----------------- | --- |
| Porpoise (M14, N14) | Vickers Armstrongs, Barrow | 30. srpna 1932    | 1933              | Dne 16. ledna 1945 byla u malajského pobřeží potopena japonskými letadly.                                                                              |
| Grampus (M56, N56)  | Chatham Dockyard           | 25. února 1936    |                   | Dne 16. června 1940 potopena u Sicílie italskými torpédovkami Circe a Clio.                                                                            |
| Narwhal (M45, N45)  | Vickers Armstrongs, Barrow | 29. srpna 1935    |                   | Dne 30. července 1940 byla u pobřeží Norska potopena německými letadly.                                                                                |
| Rorqual (M74, N74)  | Vickers Armstrongs, Barrow | 21. července 1936 |                   | Prodána do šrotu 1946. |
| Cachalot (M83, N83) | Scotts                     | 2. prosince 1937  |                   | Dne 30. července 1941 potopena u Benghází italskou torpédovkou Generale Achille Papa.                                                                  |
| Seal (M37)          | Chatham Dockyard           | 27. září 1938     |                   | Dne 4. května 1940 v úžině Kattegat poškozena minou a zajata Němci. Kriegsmarine ponorku nějaký čas provozovala jako UB. Potopena byla 3. května 1945. |

## Konstrukce

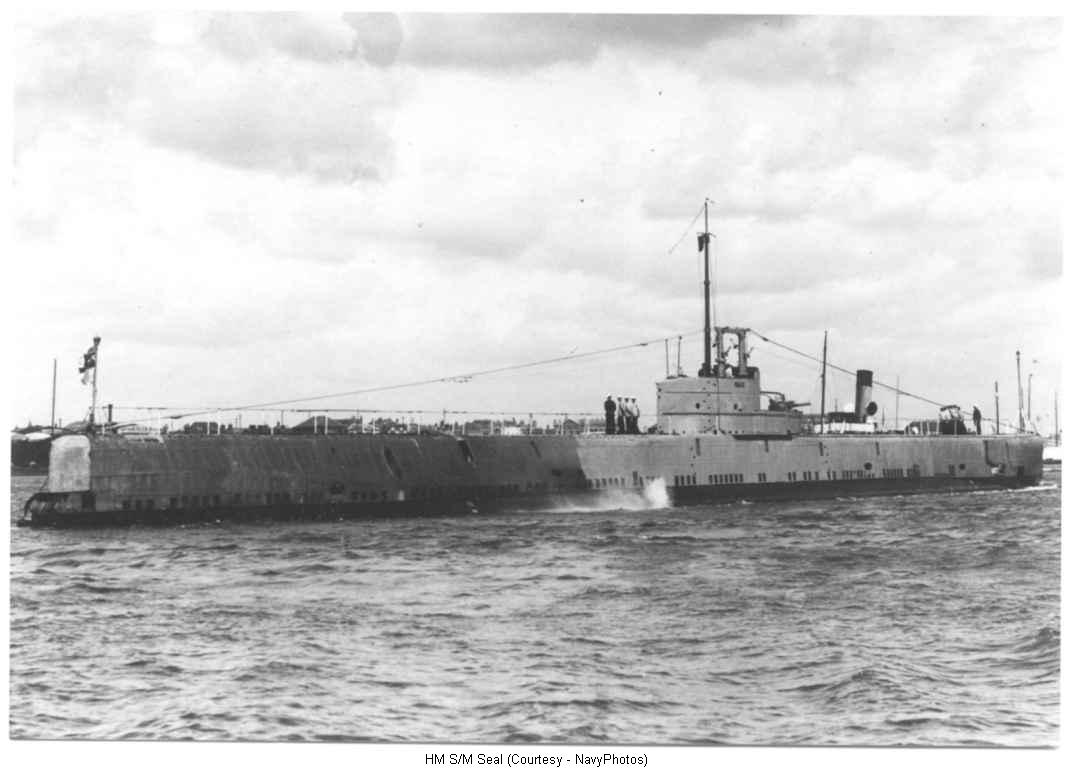
HMS Seal

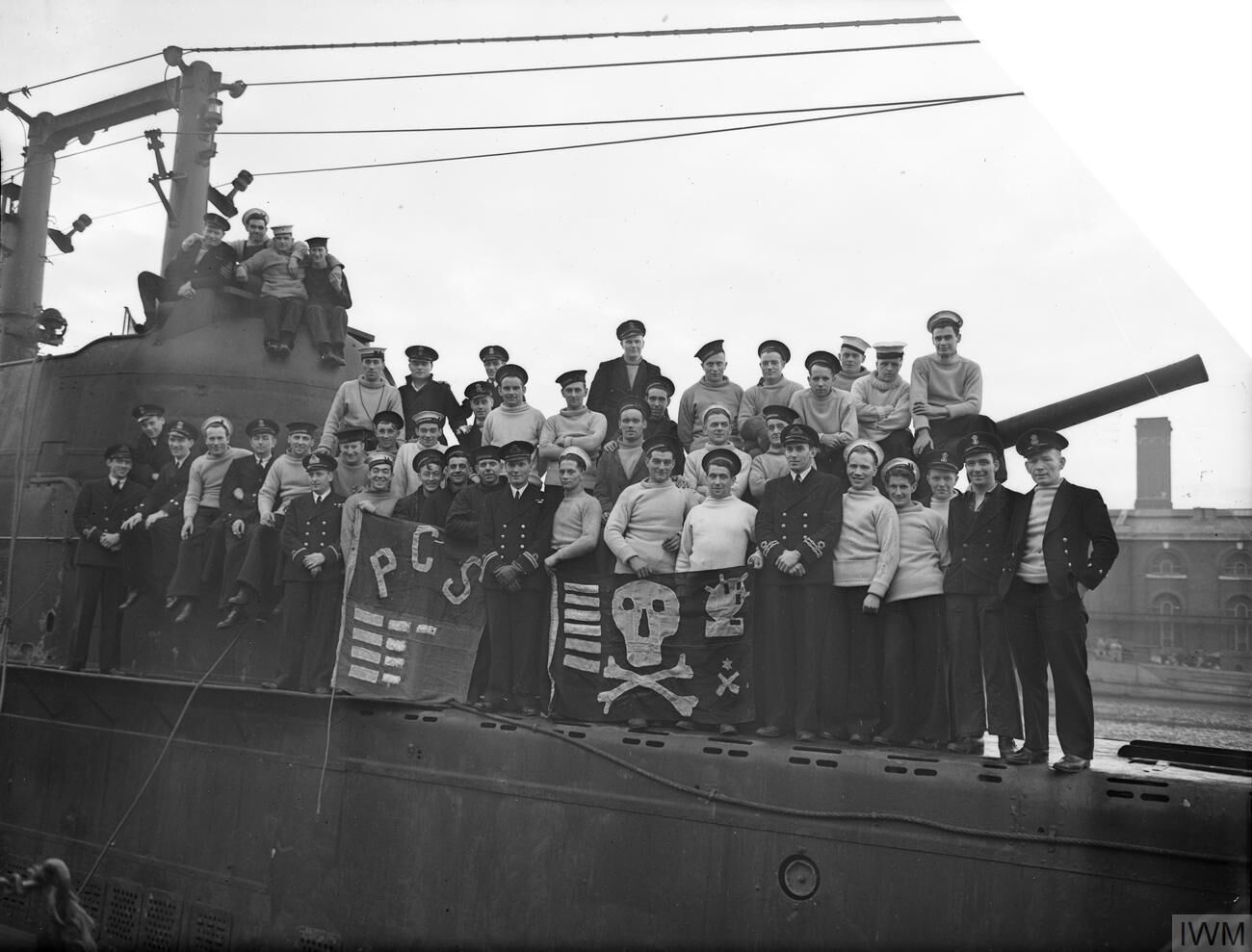
Posádka ponorky HMS Porpoise

Trup ponorky Porpoise vycházel z ponorek třídy P. Byl ovšem zvýšen, čímž vznikl prostor pro uložení 50 námořních min. Výzbroj tvořil jeden 120mm kanón QF Mk.IX (později nahrazen 102mm kanónem QF Mk.XII) a šest 533mm torpédometů, pro které bylo neseno celkem 12 torpéd, nebo stejný počet min. Celkově tak mohlap onorka nést až 62 min. Pohonný systém tvořily dva diesely Admiralty o výkonu 3300 hp a dva elektromotory o výkonu 1630 hp, pohánějící dva lodní šrouby. Nejvyšší rychlost dosahovala 15,5 uzlu na hladině a 8,75 uzlu pod hladinou. Operační hloubka ponoru dosahovala 60 metrů a maximální 95 metrů.

### Modifikace
Pětice sériových ponorek se lišila použitím dvojitého trupu a instalací 102mm kanónů QF Mk.XII. Pohonný systém a výkony byly stejné. Zmenšena byla zásoba paliva. Porpoise a Rorqual byly v letech 1942–1943 vybaveny radarem. Výzbroj ponorky Rorqual byla navíc posílena o jeden 20mm kanón Oerlikon.

## Operační služba
Třída byla nasazena ve druhé světové válce. Důležitou roli hrála při zásobování ostrova Malta. Pět bylo ve válce zničeno. Porpoise se stala poslední britskou ponorkou ztracenou v bojích celé války. Jediná přeživší Rorqual byla vyřazena roku 1946.